# Ibragim Samadov
Ibragim Berkmanovič Samadov (in russo Ибрагим Беркманович Самадов?; Pervomajskaja, 18 luglio 1968) è un ex sollevatore sovietico campione mondiale ed europeo nel 1991 e nel 1992 nella categoria dei pesi massimi leggeri, squalificato a vita per aver rifiutato la medaglia di bronzo nella cerimonia di premiazione delle Olimpiadi di Barcellona del 1992.

## Carriera
Nativo del Groznenskij rajon della Cecenia, iniziò la carriera di sollevatore nel 1982 sotto la guida di D. Chingisov e poi di Lev Pekar, Ibragim Kozdoev e Adlan Magomedov. Gareggiando per l'Unione Sovietica, vinse la medaglia d'oro ai campionati mondiali del 1991 di Donaueschingen per aver sollevato, a parità di peso totale, 5 kg in più nello slancio rispetto a Oleksandr Blyščyk. L'anno seguente vinse un altro oro ai campionati europei di Szekszárd gareggiando per la Comunità di Stati Indipendenti e, con la Squadra Unificata, prese parte alle Olimpiadi di Barcellona del 1992 in una gara tra le più drammatiche e controverse nella storia del sollevamento pesi. Il selezionatore della squadra, Vasilij Alekseev, non poté convocare Altymyrat Orazdurdyýew (che era il favorito) poiché il Turkmenistan era stato dichiarato nazione indipendente nel dicembre 1991 e quindi al posto suo convocò Samadov.
Al termine della seconda serie di sollevamenti nello slancio, tre atleti erano a pari merito con lo stesso peso totale sollevato (370 kg.): il greco Pyrros Dimas, il polacco Krzysztof Siemion e Samadov. Secondo il regolamento, il primo criterio (del peso dell'atleta) vedeva Samadov pesare mezzo chilo in più di Dimas e Siemion: il secondo criterio, quello del peso maggiore della prova di slancio sollevato per primo, vedeva prevalere Dimas poiché fu il primo (in ordine di entrata) a raggiungere il peso totale con 202.5 kg; Samadov sollevò lo stesso peso nello slancio ma fu il secondo in ordine di entrata e, per il criterio del peso dell'atleta, vinceva la medaglia di bronzo. Al terzo tentativo di slancio, dove i tre contendenti dovevano sollevare il peso di 207,5 kg. (chi riusciva vinceva la gara) tutti e tre fallirono il tentativo, ma quando Samadov effettuò il suo, il fallimento venne accolto da grandi applausi da parte dei tifosi di Pyrros Dimas poiché, essendo l'atleta greco l'ultimo a tentare il sollevamento, sarebbe diventato comunque campione olimpico indipendentemente dall'esito dell'alzata. Samadov protestò con i giudici per l'atteggiamento tenuto dagli spettatori, ma il verdetto della gara venne confermato con Pyrros Dimas medaglia d'oro, Siemion medaglia d'argento e Samadov medaglia di bronzo.
Alla cerimonia di premiazione, Samadov rifiutò la medaglia di bronzo: contravvenendo al cerimoniale, prese la medaglia con la mano, la lanciò verso il basso ai piedi del podio e se ne andò, subissato di ululati e fischi dal pubblico. Venne squalificato a vita dal CIO con effetto immediato: a nulla valsero le scuse, giunte il giorno dopo, e anche la IWF lo bandì a vita, non inserendolo anni dopo nella Weightlifting Hall of Fame. La medaglia di bronzo non fu riassegnata al coreano del Nord Jon Chol-ho (quarto classificato) poiché il fatto avvenne al di fuori dell'ambito della competizione.